# Alix Vinicius
Alix Vinicius de Souza Sampaio (Simões Filho, 6 novembre 1999) è un calciatore brasiliano, difensore dell'Atl. Goianiense.

## Caratteristiche tecniche
È un difensore centrale.

## Carriera
Alix è cresciuto nel settore giovanile del Tigres do Brasil dove ha esordito nella stagione 2019 del Campeonato Carioca Série A2. L'anno successivo è passato all'Artsul e nel 2021 è stato acquistato in prestito dal Cabofriense, militanta nel Campionato Carioca.
Nell'aprile del 2021 è stato acquistato dal Fortaleza in prestito, ed in seguito a titolo definitivo. Ha debuttato con il club rossoblu il 17 maggio nell'incontro del Campionato Cearense vinto 6-0 contro l'Icasa. Impiegato principalmente nell'Under-23, il 5 gennaio 2023 è stato prestato al Volta Redonda.
Rientrato al club cearense, il 14 luglio 2023 è stato prestato all'Atl. Goianiense con cui ha esordito in Série B il giorno successivo, contro lo Sport Recife. Al termine della stagione ha ottenuto con il club la promozione in Série A ed è stato acquistato a titolo definitivo.

## Statistiche
Statistiche aggiornate al 1º giugno 2024.

### Presenze e reti nei club
| Stagione        | Squadra          | Campionato      | Campionato | Campionato | Coppe nazionali | Coppe nazionali | Coppe nazionali | Coppe continentali | Coppe continentali | Coppe continentali | Altre coppe | Altre coppe | Altre coppe | Totale | Totale | Totale |
| Stagione        | Squadra          | Comp            | Pres       | Reti       | Comp            | Pres            | Reti            | Comp               | Pres               | Reti               | Comp        | Pres        | Reti        | Pres   | Reti   |        |
| --------------- | ---------------- | --------------- | ---------- | ---------- | --------------- | --------------- | --------------- | ------------------ | ------------------ | ------------------ | ----------- | ----------- | ----------- | ------ | ------ | ------ |
| 2019            | Tigres do Brasil | B1/RJ           | 8          | 2          |                 | -               | -               |                    | -                  | -                  | CR          | 2           | 0           | 10     | 2      |        |
| 2020            | Artsul           | B1/RJ           | 11         | 1          |                 | -               | -               |                    | -                  | -                  |             | -           | -           | 11     | 1      |        |
| 2021            | Cabofriense      | A/RJ            | 9          | 2          |                 | -               | -               |                    | -                  | -                  |             | -           | -           | 9      | 2      |        |
| 2021            | Fortaleza        | PD/CE+A         | 1+0        | 0          | CB              | 0               | 0               |                    | -                  | -                  | CdN         | 0           | 0           | 1      | 0      |        |
| 2022            | Fortaleza        | PD/CE+A         | 0          | 0          | CB              | 0               | 0               |                    | -                  | -                  |             | -           | -           | 0      | 0      |        |
| 2023            | Volta Redonda    | A/RJ            | 13         | 1          | CB              | 2               | 0               |                    | -                  | -                  |             | -           | -           | 15     | 1      |        |
| 2023            | Atl. Goianiense  | B               | 0+18       | 2          | CB              | 0               | 0               |                    | -                  | -                  |             | -           | -           | 18     | 2      |        |
| 2024            | Atl. Goianiense  | PD/GO+A         | 16+5       | 4+0        | CB              | 3               | 1               |                    | -                  | -                  |             | -           | -           | 24     | 5      |        |
| Totale carriera | Totale carriera  | Totale carriera | 81         | 12         |                 | 5               | 1               |                    | -                  | -                  |             | 2           | 0           | 88     | 13     |        |